# Tumbrasanom
Tumbrasanom is een bestuurslaag in het regentschap Bojonegoro van de provincie Oost-Java, Indonesië. Tumbrasanom telt 2333 inwoners (volkstelling 2010).